# Johanna Mestorf
Johanna Mestorf (Bad Bramstedt, Ducado de Holstein, 17 de abril de 1828 –  Kiel, 20 de julho de 1909) foi uma arqueóloga pré-histórica alemã, a primeira mulher diretora de museu no Reino da Prússia e geralmente considerada a primeira professora na Alemanha.

## Biografia e carreira
Johanna era a caçula dos quatro filhos sobreviventes do médico e antiquário Jacob Heinrich Mestorf e sua esposa Sophia Katharina Georgine, née Körner. Quando ele morreu em 1837, ela se mudou com sua mãe para Itzehoe, onde frequentou a escola superior do Instituto Blöcker para meninas. Em 1849 ela foi para a Suécia como governanta da família do Conde Piper no Castelo de Ängsö, e lá também estudou línguas escandinavas. Em 1853 ela voltou para a Alemanha, e durante os próximos anos viajou para a França e Itália várias vezes como companheira de uma condessa italiana que era parente da família Piper. A partir de 1859, ela viveu com seu irmão Harro em Hamburgo, onde em 1867 assumiu o cargo de secretária de correspondência estrangeira. Enquanto trabalhava, ela se tornou uma arqueóloga autodidata bem graduada.
A partir de 1863, Mestorf traduziu importantes obras arqueológicas escandinavas para o alemão; essas traduções tiveram um impacto significativo no desenvolvimento da área na Alemanha, particularmente no estabelecimento do Sistema des Três Idades e no estudo tipológico de artefatos. Ela também começou na década de 1860 a escrever literatura e artigos e ensaios sobre etnografia e arqueologia, e dar palestras sobre mitologia nórdica. Ela participou do congresso antropológico em Copenhague em 1869, e representou a cidade-estado de Hamburgo, na Alemanha; Bolonha (1871), na Itália; Estocolmo (1874), na Suécia; e Budapeste (1876), na Hungria. Ela escreveu relatórios sobre cada um desses congressos.
Em 1868, ela recebeu um cargo honorário no Museu de Quiel; em 1873 este foi fundido no Museu de Antiguidades da Pátria (Museum vaterländischer Alterthümer), o precursor do Museu Arqueológico do Estado Schleswig-Holstein no Castelo de Gottorp e do Instituto de Pré-história e História Antiga da Universidade de Quiel, ao mesmo tempo tempo tornando-se parte da universidade, e ela se tornou sua primeira guardiã. Em 1891, ela sucedeu a diretora, tornando-se a primeira mulher diretora de museu na Alemanha. Ela também foi responsável pelo núcleo das coleções do museu em pré-história e história antiga, começando com o presente da coleção de seu pai. Em 1899, em homenagem ao seu 71.º aniversário e em reconhecimento à sua bolsa de estudos, o Ministério da Cultura da Prússia a nomeou professora honorária. Ela é geralmente considerada a primeira mulher a receber esse título na Alemanha; porém, de acordo com a Universidade de Quiel, o primeiro era "um naturalista do Báltico". Ela se aposentou em 1 de abril de 1909. Em 17 de abril, seu 81º aniversário, ela recebeu um doutorado honorário em medicina pela universidade. Ela teve seu prêmio honorário negado pela Faculdade Filosófica em 1899 por causa de um desacordo sobre o assunto.
Mestorf fazia parte de um grupo de mulheres a quem foi negada permissão para assistir a palestras sobre Goethe na Universidade de Kiel em 1884/85 porque o professor se recusou a conceder. Mas na sua área ela era tão respeitada que Rudolf Virchow e outros consideraram sua assistência indispensável para uma exposição antropológica em Berlim em 1880 e persuadiram o Ministério da Cultura a conceder sua licença para esse fim.
Sua pesquisa se concentrou na pré-história de Schleswig-Holstein. Ela apelidou os termos Cultura de Túmulo Único (Einzelgrabkultur) para a região da Alemanha do Norte e da Escandinávia do Sul da cultura de Cerâmica Cordada; Prachtmantel para o característico manto retangular germânico decorativo, semelhante ao sagum romano, e Múmia do pântano (Moorleiche) para os corpos humanos e partes do corpo encontrados em pântanos europeus. Ela catalogou os pré-históricos encontrados de Schleswig-Holstein e ensinou o público sobre a importância de preservá-los; ela é responsável por Danevirke e muitos outros sítios arqueológicos terem sido prontamente investigados e preservados. Ela também se preocupou em documentar e preservar as joias de prata tradicionais das famílias de fazendas Holsácia, e doou uma coleção para o Museu Thaulow.
Pouco antes de sua morte, Mestorf fez um depósito de RM 500 em memória de seus pais para doar uma refeição anual de "uma forte sopa de carne com bolinhos" para doze idosas pobres em Bramstedt no aniversário de sua mãe, 24 de junho.
Uma rua no campus da Universidade de Quiel tem o nome dela; nele estão localizados o Departamento de Etnologia Europeia e o Instituto de Pré-História e História Antiga, onde o auditório Johanna Mestorf também leva seu nome e tem um retrato dela em exposição. Ela foi enterrada na área de sua família em um cemitério de Hamburgo; o museu arqueológico de Eslésvico pagou pela manutenção de seu túmulo até que ele fosse limpo, e a pedra desde então ficou na sala de leitura da biblioteca do museu.

## Honrarias
Além de seu doutorado honorário e cátedra, Johanna Mestorf foi eleita membro honorário ou correspondente em 19 sociedades científicas, incluindo a Sociedade de Antropologia, Etnologia e Pré-História de Berlim (1891), a Sociedade Antropológica de Munique, Associação Sueca de Pré-História, Associação Finlandesa de Pré-História e a Sociedade Antropológica de Viena.
Foi premiada com as seguintes medalhas:
- Pequena Medalha de Ouro para Arte e Ciência (1904)[22][23]
- Ordem de Serviço das Mulheres Prata.[22]
- Medalha de ouro sueca da esposa de Oscar I.[22]

Em sua aposentadoria, ela recebeu uma fotografia assinada pessoalmente pelo imperador Guilherme II, porque nenhuma outra forma de reconhecimento era possível para uma mulher.

## Obras publicadas
- Wiebeke Kruse, eine holsteinische Bauerntochter. Ein Blatt aus der Zeit Cristãos IV. Hamburgo: Meissner, 1866. (romancização histórica)
- Der archäologische Congress em Bolonha. Aufzeichnungen. Hamburgo: Meissner, 1871.
- Der internationale archäologische und anthropologische Congress em Estocolmo am 7. bis 16. Agosto de 1874 – Siebente Versammlung. Hamburgo: Meissner, 1874.
- Der internationale Anthropologen- und Archäologen-Congress in Budapest vom 4. bis 11. Setembro de 1876 – achte Versammlung. Hamburgo: Meissner, 1876.
- Die vaterländischen Alterthümer Schleswig-Holsteins. Ansprache an unsere Landsleute. Hamburgo: Meißner, 1877.
- Vorgeschichtliche Alterthümer aus Schleswig-Holstein. Zum Gedächtnis des fünfzigjährigen Bestehens des Museums vaterländischer Alterthümer in Kiel .Hamburgo: Meissner, 1885.
- Katalog der im germanischen Museum befindlichen vorgeschichtlichen Denkmäler. Rosenberg'sche Sammlung. Nuremberg: Museu Germanisches, 1886.
- Urnenfriedhöfe em Schleswig-Holstein. Hamburgo: Meissner, 1886.
- "Aus dem Steinalter. Gräber ohne Steinkammer unter Bodenniveau". Mitteilungen des Anthropologischen Vereins em Schleswig-Holstein 1892, pp. 9-24.
- "Moorleichen". In Bericht des Museums Vaterländischer Alterthümer bei der Universität Kiel 42 (1900)
- (com Karl Albert Weber). Wohnstätten der älteren neolithischen Periode in der Kieler Föhrde. Quiel: Lipsius & Tischer, 1904.
- Führer durch das Schleswig-Holsteinische Museum Vaterländischer Altertümer em Kiel. Quiel: Dr. von Schmidt & Klaunig, 1909.